# Magdeburger Stadtschreiber
Der Magdeburger Stadtschreiber ist ein seit 2013 jährlich von der Stadt Magdeburg an deutschsprachige Autoren vergebenes Literaturstipendium.
Das Stipendium ist mit monatlich 1200 Euro dotiert. Außerdem wird eine mietkostenfreie Wohnung zur Verfügung gestellt. Voraussetzung ist, dass der Preisträger vom 1. März bis 30. September in Magdeburg lebt und arbeitet. Weiter wird erwartet, dass der Preisträger sich am kulturellen Leben Magdeburgs beteiligt und mehrere Lesungen abhält.
Preisträger
- 2013 Bernd Wagner
- 2014 Anja Tuckermann
- 2015 Peter Wawerzinek
- 2016 Werner Fritsch
- 2017 Inger-Maria Mahlke
- 2018 Nellja Veremej
- 2019 Nele Heyse
- 2020 Jörg Menke-Peitzmeyer
- 2021 Marlen Schachinger
- 2022 Katja Hensel
- 2023 Akos Doma
- 2024 Jonas-Philipp Dallmann
- 2025 Marcus Hammerschmitt